# Životice (okres Plzeň-jih)
Obec Životice (německy Schiwotitz) se nachází v okrese Plzeň-jih, kraj Plzeňský. Žije zde 58 obyvatel.
Obec se skládá ze tří neoficiálních částí: vlastní Životice, Čertovka a Chalupy.

## Historie
První písemná zmínka o obci pochází z roku 1425.
Od 1. ledna 1976 do 31. prosince 1979 k obci patřily Kladrubce, Podhůří a Přebudov.

## Pamětihodnosti
- Zámek Životice

## Galerie

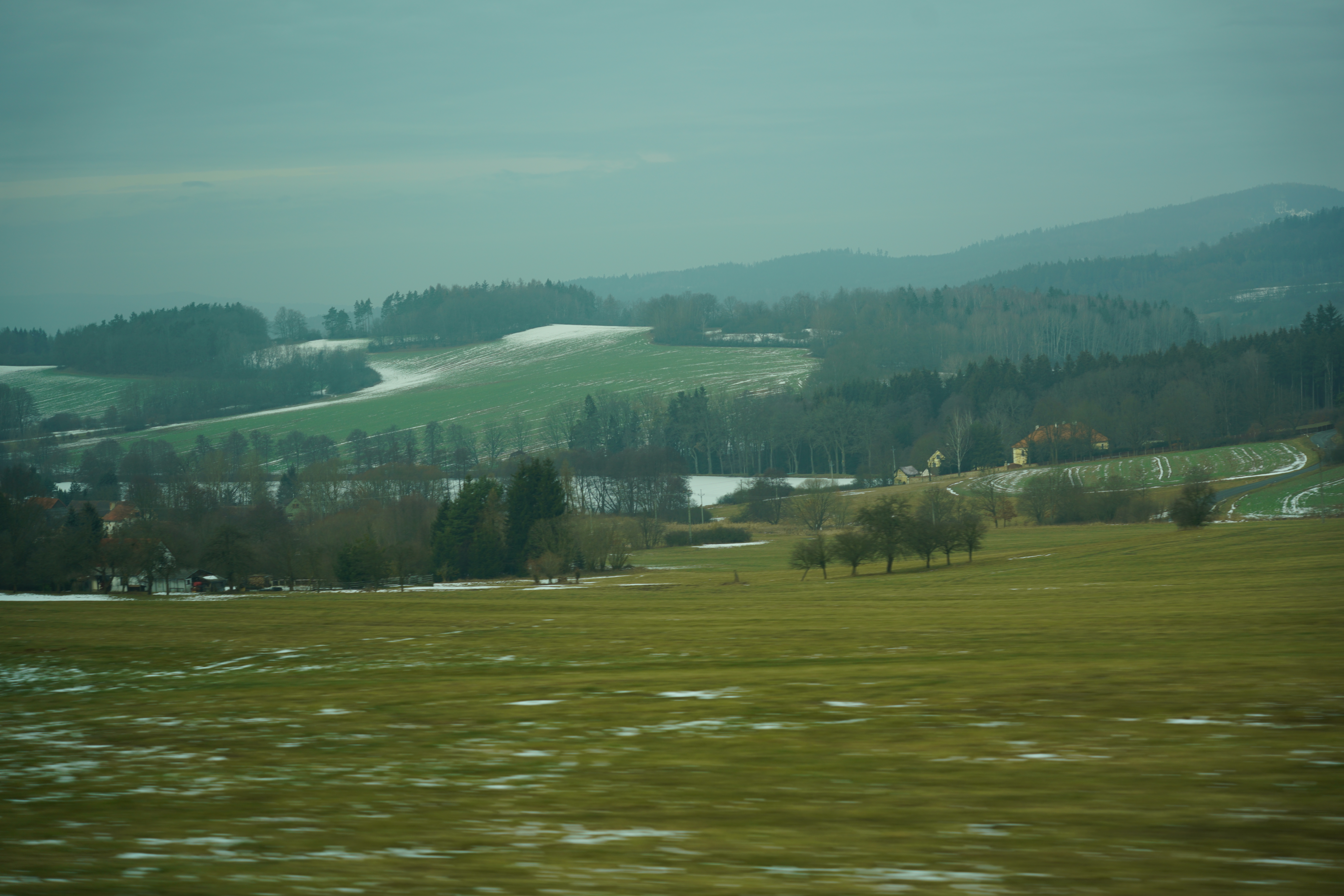
Okolní krajina (zima 2019)
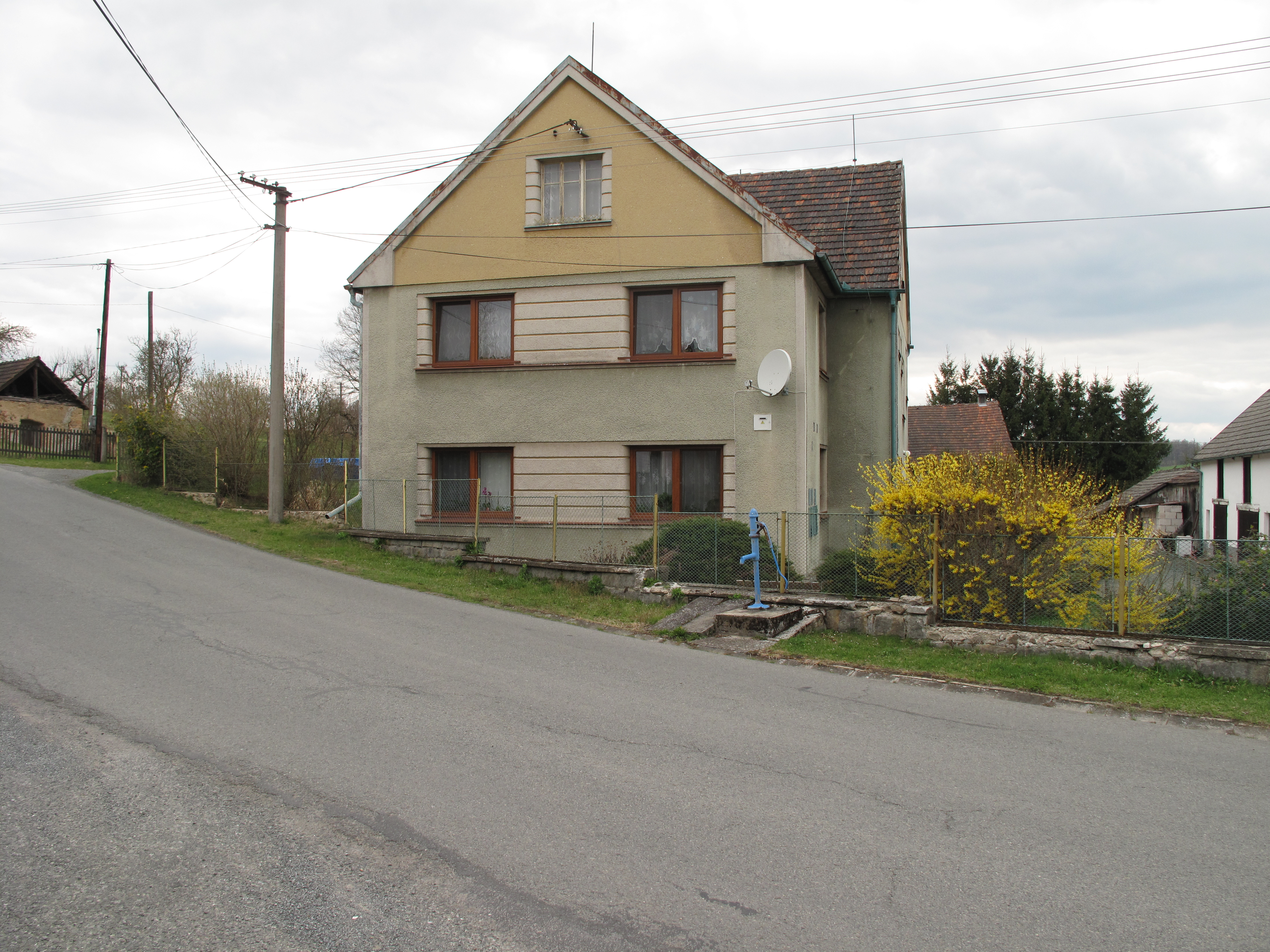
Dům u cesty
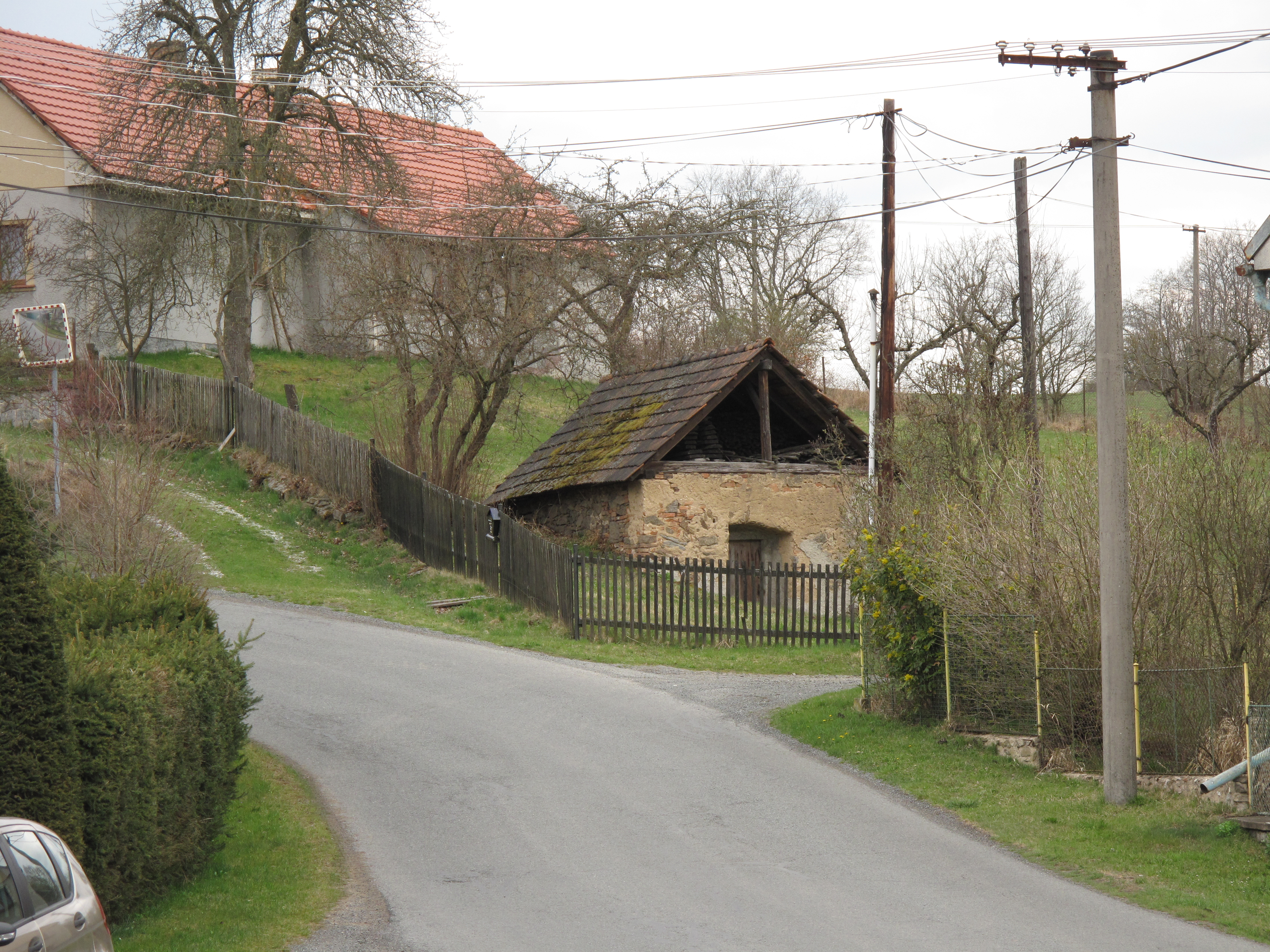
Zahrady